# Tiếng Kalmyk Sart
Tiếng Kalmyk Sart là một phương ngữ Oirat Trung Mông Cổ có nguy cơ tuyệt chủng và không được nghiên cứu đầy đủ, được nói bởi người Kalmyk Sart ở huyện Ak-Suu, vùng Issyk-Kul, Kyrgyzstan.

## Lịch sử
Tiếng Kalmyk Sart trở thành biến thể khác biệt sau khi những người nói tiếng này tách khỏi cộng đồng nói tiếng Oirat lớn hơn ở khu vực nay là Tân Cương vào khoảng năm 1864 và chuyển đến bờ hồ Issyk-Kul. Kể từ đó, ngôn ngữ này đã phát triển tách biệt với các phương ngữ Mông Cổ khác và có mối liên hệ chặt chẽ với tiếng Kyrgyz, một ngôn ngữ Turk. Nghiên cứu gần đây cho thấy ảnh hưởng đáng kể về mặt hình thái, âm vị học và từ vựng tiếng Kyrgyz đối với tiếng Kalmyk Sart.

## Tình trạng ngôn ngữ
Tiếng Kalmyk Sart là một ngôn ngữ bị đe dọa nghiêm trọng, chủ yếu trong giao tiếp thường ngày giữa người cao tuổi ở khu vực nông thôn. Hầu như tất cả mọi người đều nói được ba thứ tiếng, sử dụng thông thạo tiếng Kyrgyz và tiếng Nga bên cạnh tiếng mẹ đẻ. Những thành viên trẻ hơn của cộng đồng dân tộc thường ít hoặc không nói tiếng Kalmyk Sart.

### Chữ viết
Trong lịch sử, tiếng Kalmyk Sart được viết bằng chữ Todo và đôi khi là phiên bản địa phương của chữ Ả Rập. Cả hai chữ viết này đều không còn được sử dụng vào đầu những năm 1940. Năm 1934, một dạng chính tả dựa trên bảng chữ cái Latinh tồn tại trong thời gian ngắn đã được đưa vào. Ngày nay, tiếng Kalmyk Sart hiếm khi được sử dụng trong văn bản, nhưng chữ Kirin Kalmyk được dùng để viết nó ra.